# Aero A.11
Die Aero A.11 war ein zweisitziger Doppeldecker der tschechischen Firma Aero, továrna letadel Dr. Kabeš aus Prag, der sowohl für zivile als auch für militärische Zwecke verwendet wurde.

## Geschichte

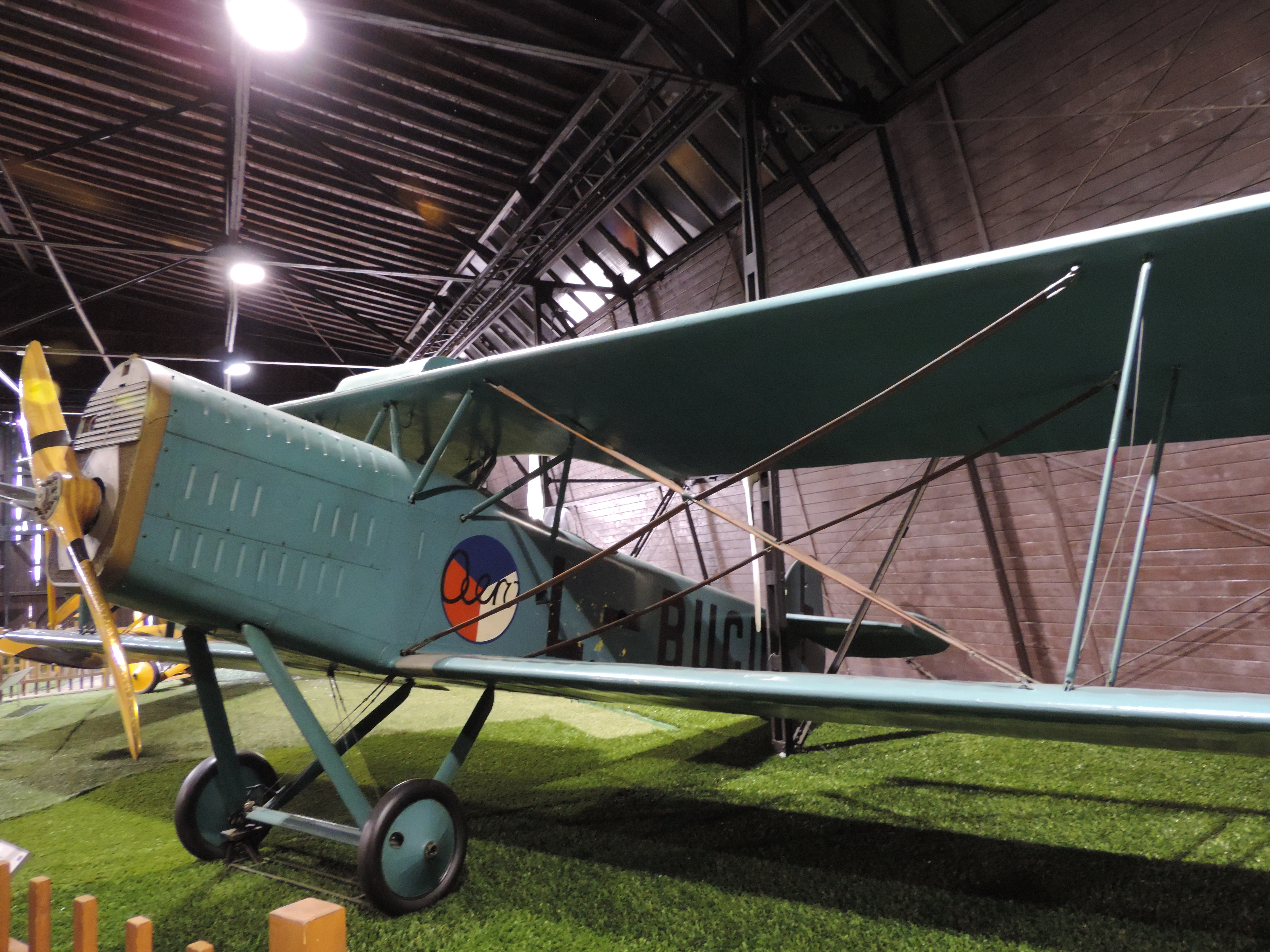
Aero A-11 im Luftfahrtmuseum Kbely

Die Maschine war, obwohl die niedrigere Typenbezeichnung zunächst nicht darauf hindeutet, eine Weiterentwicklung der Aero A.12. Sie wurde ab 1923 aufgrund ihrer gelungenen Konstruktion in mehreren Varianten gefertigt. So war es problemlos möglich, die Maschine mit verschiedenen Triebwerken auszurüsten. Insgesamt wurden etwa 440 Maschinen in unterschiedlichen Varianten gefertigt.
Die Maschine war aufgrund ihrer Robustheit und Zuverlässigkeit bei den Piloten beliebt. Für die damalige Zeit galt die A.11 zudem als schnelles und wendiges Flugzeug, mit dem auch einige Rekorde aufgestellt wurden. So stellte eine A.11 im September 1925 den tschechischen Rekord im Dauerflug mit 13 Stunden und 15 Minuten auf. Mit einer Ab-11-Maschine (Kennzeichen: L-BUCD) wurden 1926 von Vilem Stanovský und František Simek innerhalb von 91 Stunden und 52 Minuten insgesamt 23 Länder angeflogen und dabei über 15.000 km zurückgelegt.
Einen ganz besonderen Rekord mit einer A.11HS stellte der Chefpilot von Aero, Josef Novák, im Jahre 1927 auf – er flog innerhalb von 45 Minuten 225 Loopings.

## Aufbau
Rumpf und Tragflächen der Aero A.11 bestanden aus einer stoffbespannten Holzkonstruktion. Die beiden Tragflächen hatten eine unterschiedliche Länge, nur die obere und längere Fläche war mit Querrudern ausgestattet. Die Besatzung saß in zwei offenen Cockpits. Das Fahrwerk bestand aus einem mittels Gummiseil gefederten Hauptfahrwerk, dessen beide Räder mit einer Starrachse verbunden waren, sowie einem starren Schleifsporn.

## Varianten

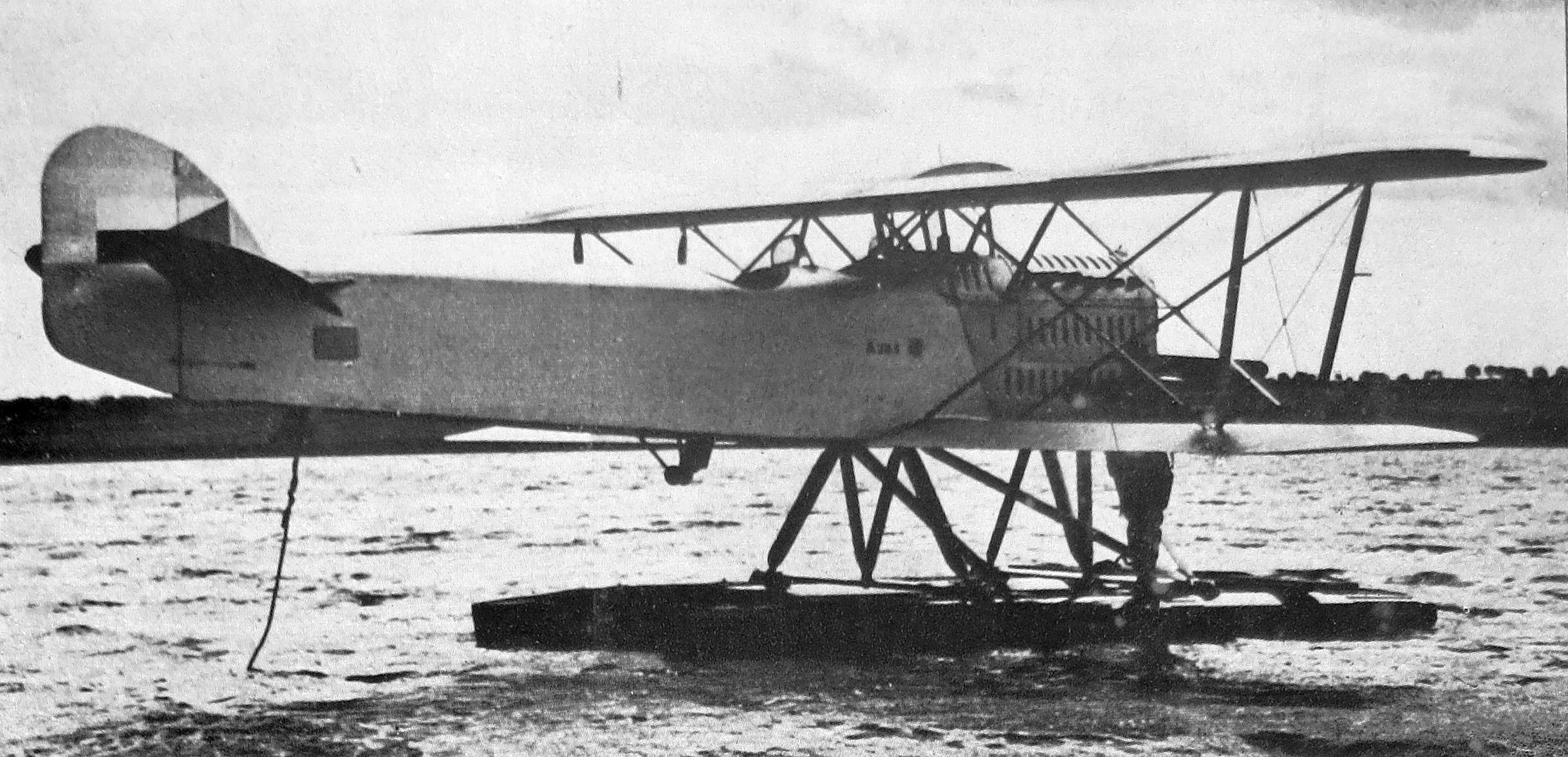
Aero A.29

Von den 22 Varianten der A.11 nachfolgend die wichtigsten Ausführungen:
Aero A.11HSDiese Ausführung, gebaut als Exportmodell für Finnland (dort als Aufklärer und Schulungsmaschine verwendet) unterschied sich vom Standardtyp durch den stärkeren Hispano-Suiza 8Fb (300 PS) und die dafür erforderlichen Verstärkungen der Triebwerksaufnahmen.
Aero A.11NEin Modell, aufgebaut wie die Grundversion A.11, jedoch mit Nachtaufklärerausstattung.
Aero Ab.11dVon der A.11N abgeleiteter leichter Bomber, angetrieben von einem 240-PS-Motor Breitfeld Daněk Perun II.
Aero Ab.11NWie die Ab.11d, jedoch in einer Ausführung als leichter Nachtbomber.
Aero A.21Diese Maschine entsprach der A.11 und war ausgelegt als Schulungsmaschine für den Nachtflug und mit einem Breitfeld-Daněk-Perun-I-Motor mit 180 PS.
Aero A.22Zivile Transportversion der A.11, wobei das hintere Cockpit Platz für zwei Passagiere bot; den Antrieb lieferte ein Maybach-Motor des Typs Mb IV A mit 240 PS.
Aero A.25Schulungsflugzeug mit dem 185 PS leistenden BMW-IIIa-Motor.
Aero A.299 Meter lange Schwimmerflugzeugversion mit einem 240-PS-Motor Breitfeld Daněk Perun II.
Aero A.125Die A.125 war grundsätzlich baugleich mit der A.25 und wurde ebenfalls als Schulungsmaschine verwendet, war jedoch mit dem 180 PS leistenden Breitfeld Daněk Perun I ausgestattet.

## Militärische Nutzer
Finnland
 Tschechoslowakei

## Technische Daten
| Kenngröße             | Daten der Aero A.11 (Basisversion)                     | Daten der A.21                       | Daten der A.22                        | Daten der A.25                   | Daten der A.29                        |
| --------------------- | ------------------------------------------------------ | ------------------------------------ | ------------------------------------- | -------------------------------- | ------------------------------------- |
| Baujahr               | 1924                                                   | 1926                                 | 1924                                  | 1925                             | 1926                                  |
| Besatzung             | 2                                                      | 1                                    | 1+2 Passagiere                        | 2                                | 2                                     |
| Länge                 | 8,20 m                                                 | 8,20 m                               | 8,20 m                                | 8,1 m                            | 9 m                                   |
| Spannweite            | oben 12,78 m, unten 10,80 m                            | 12,8 m                               | 12,3 m                                | 12,8 m                           | 12,8 m                                |
| Höhe                  | 3,10 m                                                 |                                      |                                       |                                  |                                       |
| Flügelfläche          | 36,51 m²                                               | 36 m²                                | 36,9 m²                               | 36,2 m²                          | 36,5 m²                               |
| Flächenbelastung      | 40,7 kg/m²                                             | 37 kg/m²                             | 38,5 kg/m²                            | 35 kg/m²                         | 45,7 kg/m²                            |
| Leermasse             | 1030 kg                                                | 1018 kg                              | 1105 kg                               | 985 kg                           | 1298 kg                               |
| Startmasse            | max. 1537 kg                                           | 1328 kg                              | 1415 kg                               | 1270 kg                          | 1677 kg                               |
| Antrieb               | ein Sechszylindermotor Walter W–IV mit 240 PS (177 kW) | ein B.D. Perun I mit 185 PS (136 kW) | ein Maybach Mb.IV mit 260 PS (191 kW) | ein BMW IIIa mit 185 PS (136 kW) | ein B.D. Perun II mit 240 PS (177 kW) |
| Höchstgeschwindigkeit | 214 km/h                                               | 170 km/h                             | 201 km/h                              | 160 km/h                         | 196 km/h                              |
| Reisegeschwindigkeit  | 180 km/h                                               | 140 km/h                             | 175 km/h                              | 125 km/h                         | 150 km/h                              |
| Steigzeit             | 21,50 min auf 5000 m Höhe                              | 21,20 min auf 3000 m Höhe            |                                       | 12,30 min auf 3000 m Höhe        | 47,50 min auf 5000 m Höhe             |
| Dienstgipfelhöhe      | 7600 m                                                 | 6500 m                               | 7000 m                                | 6500 m                           | 6700 m                                |
| Reichweite            | max. 750 km                                            |                                      |                                       |                                  |                                       |